# Edikt zur Vertreibung fremder Schiffe
Das Edikt zur Vertreibung fremder Schiffe (jap. 異国船打払令, ikokusen uchiharairei) wurde 1825 vom Tokugawa-Shogunat erlassen. Es enthielt die Forderung, dass alle ausländischen Schiffe aus japanischen Gewässern vertrieben werden sollten. 
Japan war durch die Sakoku-Politik seit der zweiten Hälfte des 17. Jahrhunderts mit nur wenigen Ausnahmen zum Ausland hin abgeschlossen. Das Shogunat ließ sich über Dejima regelmäßig Bücher aus Holland kommen und war über den wachsenden Einfluss der europäischen Kolonialmächte sowie Russlands und der Vereinigten Staaten durchaus informiert. Als präventive Maßnahme erließ man dieses Gesetz.
Zur Anwendung kam das Gesetz unter anderem beim Morrison-Zwischenfall im Jahr 1837, als ein Handelsschiff beschossen wurde.
Nach dem Ersten Opiumkrieg wurde das Gesetz 1842 aufgehoben.